# 南湾子站
南湾子站是一个京承线上的铁路车站，位于中华人民共和国河北省承德市兴隆县平安堡镇，建于1959年，目前为四等站，目前办理客货运业务 。